# Zamach stanu w Turcji (2016)
Zamach stanu w Turcji – nieudana próba wojskowego zamachu stanu, przeprowadzona nocą z 15 na 16 lipca 2016 roku przez grupę tureckich wojskowych średniego szczebla.

## Tło
Od początku istnienia partia AKP znajdowała się w opozycji do wojska, które było przywiązane do idei kemalizmu, czyli m.in. ścisłego rozdziału państwa od religii. Zdaniem wielu wojskowych rządy umiarkowanych islamistów były zagrożeniem dla świeckiej republiki. W 1997 r. wojsko interweniowało, próbując zablokować nominację prezydencką dla Abdullaha Güla – polityka AKP. Po przejęciu władzy przez AKP Recep Erdoğan wystąpił przeciw armii, doprowadzając wielu prominentnych oficerów przed sąd pod mniej lub bardziej wiarygodnymi zarzutami. Pozostali zdecydowali się na współpracę z nową władzą lub zostali zwolnieni i zastąpieni przez lojalnych oficerów młodszego pokolenia.
Zwrot w polityce AKP nastąpił po konflikcie z przywódcą religijnym Fethullahem Gülenem, którego zwolennicy zdobyli znaczne wpływy w wymiarze sprawiedliwości i policji. Erdoğan w sporze z gulenistami zwrócił się w stronę armii, zawierając z nią taktyczny sojusz. W ramach współpracy z wojskiem oczyszczono z zarzutów wielu generałów i zostawiono armii wolną rękę w kwestii kurdyjskiej.
Wśród możliwych przyczyn puczu najczęściej wymieniało się planowane przez prezydenta Erdoğana zmiany tureckiej konstytucji (zwiększenie uprawnień prezydenta, w tym pełna kontrola nad armią, ograniczenie roli Sądu Konstytucyjnego). Zmiany w konstytucji nie były jednak możliwe z powodu braku konstytucyjnej większości 2/3 głosów w parlamencie. AKP nie zdołała uzyskać takiej większości mimo przyśpieszonych wyborów, w których dochodziło do nadużyć.

## Przebieg

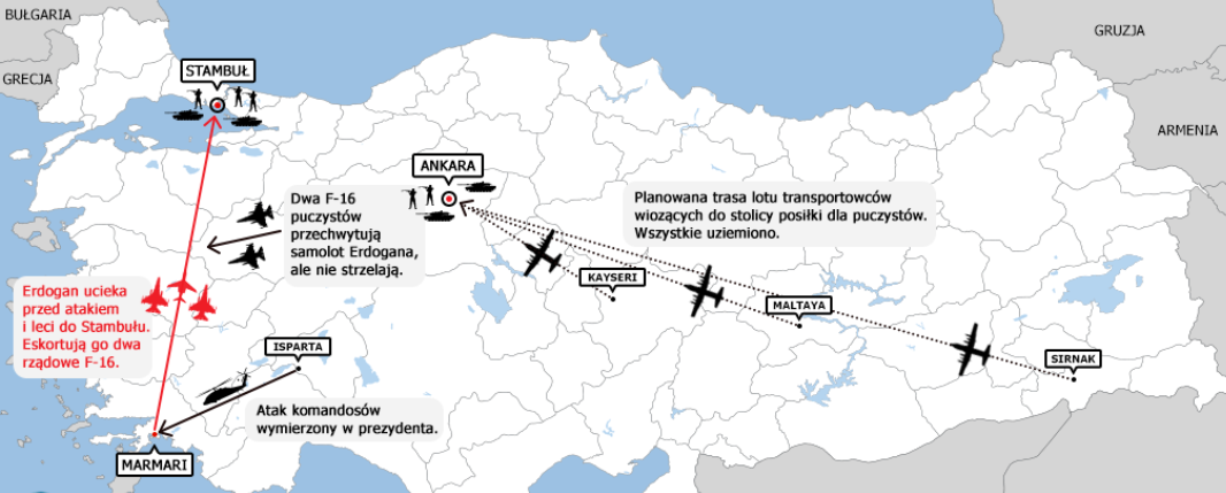
Turcja, 15-16.07.2016r. Próba wojskowego zamachu

Puczyści zamierzali zacząć działania o godz. 3.00 w nocy, z piątku na sobotę. Wrogie im służby bezpieczeństwa przejrzały ich plany i akcja rozpoczęła się już w piątek o godz. 15. Służby wywiadu o godz. 16 poinformowały najwyższych dowódców wojskowych o nadchodzącej próbie puczu. Rozesłano rozkazy, by nie wspierać puczystów. Zostały także powiadomione władze cywilne w najważniejszych miastach, w tym Keyseri, Sirnak i Malatya, w których miały lądować samoloty transportowe wysłane po żandarmów sił specjalnych, z oddziałów zaprawionych w bojach z kurdyjską partyzantką i operacjach antyterrorystycznych.

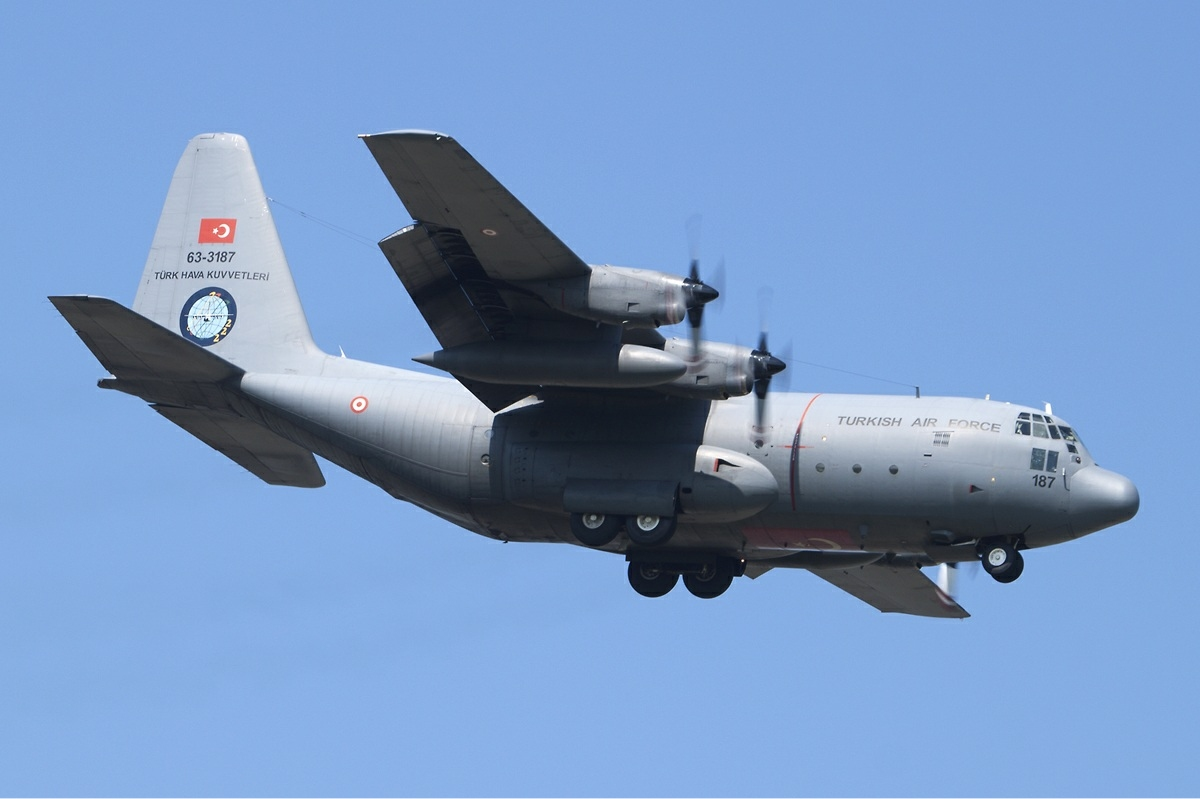
Air Force Lockheed C-130E Hercules Bakema

Na pasie startowym w bazie lotniczej Malatya zaparkowano (z pomocą policji) kilkanaście ciężarówek, co skutecznie uniemożliwiło start transportowców C-130. Do Ankary nie poleciał żaden z zaplanowanych samolotów z żandarmami i amunicją, przez co nie udało się opanować praktycznie żadnego kluczowego punktu w stolicy. Media i internet działały niemal nieprzerwanie.
Według tureckich władz ostatecznie sygnał do rozpoczęcia puczu miał dać o godz. 21 gen. Mehmet Disli, brat jednego z posłów rządzącej Partii Sprawiedliwości i Rozwoju (AKP).
O przewrocie wojskowym poinformował w godzinach wieczornych 15 lipca 2016 roku premier Turcji Binali Yıldırım. Dodał, że do akcji wkroczyły tureckie służby bezpieczeństwa.
Uczestnicy zamachu opanowali siedzibę tureckich sił zbrojnych i wzięli szefa sztabu generalnego Hulusi Akara jako zakładnika, weszli także do biura rządzącej partii AKP w Stambule oraz siedziby tureckiej telewizji TRT w Ankarze.
Puczyści zablokowali dwa z trzech mostów przez Bosfor i podjęli próbę opanowania budynku parlamentu. W Stambule swoje powstanie ogłosiła wojskowa „Rada Pokoju”, która zapowiedziała przywrócenie rządów prawa i obronę praw człowieka. Tureckie Siły Zbrojne oświadczyły, że przejęły kontrolę nad Turcją. Wojsko przejęło kontrolę nad stambulskim lotniskiem Atatürka, na skutek czego odwołano wszystkie loty. W Ankarze wojskowe helikoptery dokonały ostrzału siedziby wywiadu, starcia miały także miejsce w parlamencie, komendzie policji i rezydencji premiera, aresztowany i zabity został także szef wydziału walki z terroryzmem. Puczystom nie udało się aresztować ministra MSW Efkan Ala, ponieważ nie przyszedł on na spotkanie, na którym planowano go uwięzić.
Sprawcy zamachu wystosowali oświadczenie:

Tureckie Siły Zbrojne całkowicie przejęły zarządzanie państwem, by przywrócić porządek konstytucyjny, prawa człowieka, wolności, rządy prawa oraz bezpieczeństwo, którego poziom został obniżony. Wszystkie umowy międzynarodowe pozostają w mocy. Mamy nadzieję na utrzymanie dobrych relacji z innymi państwami.

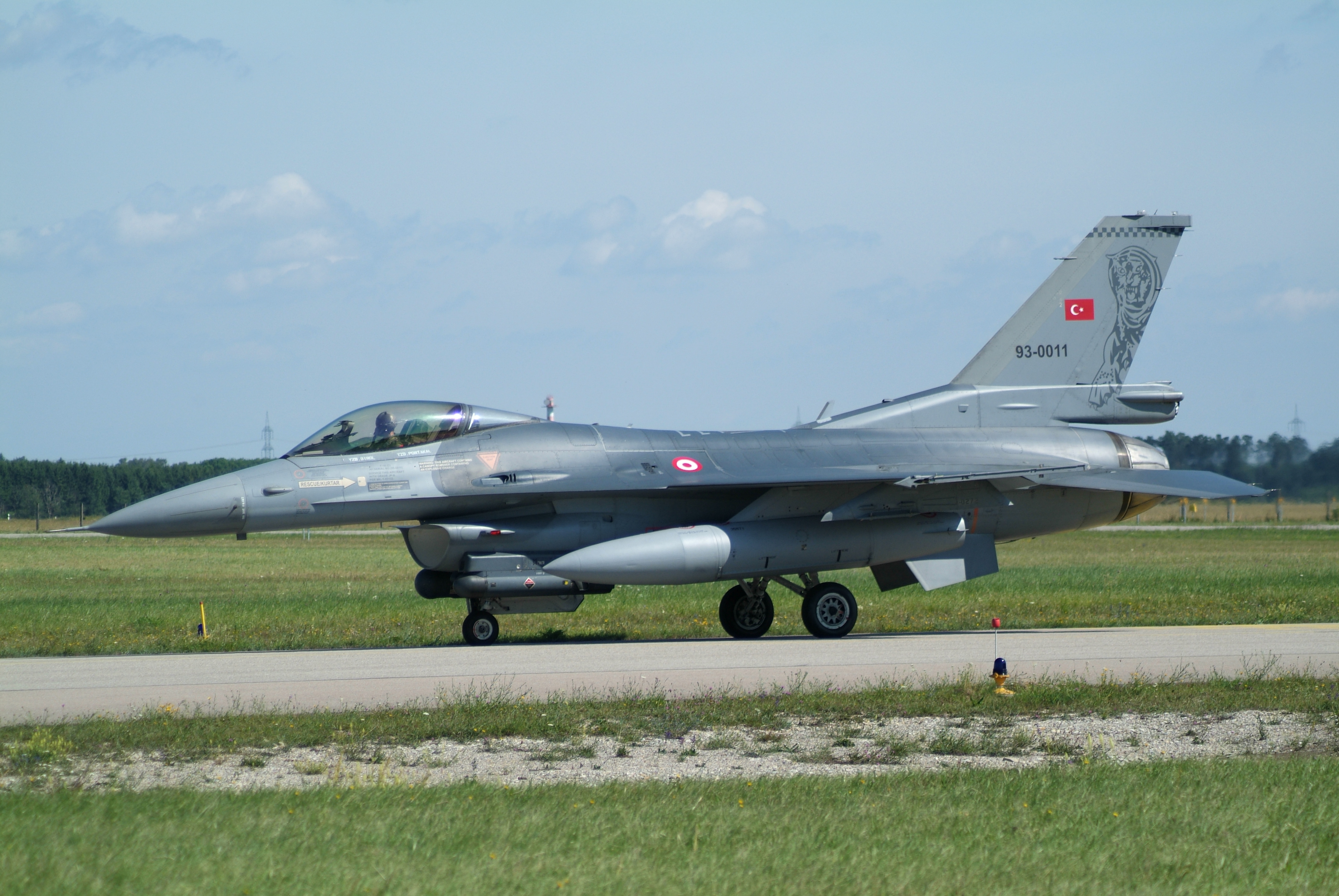
Myśliwiec wielozadaniowy F-16

Wojsko tureckie ogłosiło nadto wprowadzenie stanu wojennego oraz godziny policyjnej. Po godz. 2:00 w nocy do Stambułu przyleciał prezydent Erdoğan, który z powodu puczu przerwał wakacje w kurorcie Marmaris. Prezydent został wcześniej poinformowany o działaniach puczystów przez dowódcę I Armii, rozlokowanej przy granicy z Grecją i w okolicach Stambułu, generała Umita Dundara. Zadeklarował wierność i ostrzegł Erdogana przez zmierzającymi w jego kierunku komandosami. Zaoferował prezydentowi ochronę, o ile ten najpierw dotrze do Stambułu. Trzy śmigłowce z komandosami mającymi aresztować prezydenta, zjawiły się nad jego hotelem około pół godziny po odjeździe prezydenckiej kolumny. Samolot Erdoğana próbowały przechwycić myśliwce F-16, ale jego pilot zdołał przekonać ich załogi, że prowadzi zwykły lot rejsowy. Na wezwanie prezydenta na ulice wyszło społeczeństwo, w tym także zwolennicy partii opozycyjnych, którzy protestowali przeciw obalaniu władz wybranych w demokratycznych wyborach. Cywile zaczęli rozbrajać żołnierzy i przepędzać czołgi, a policja zaczęła aresztowania żołnierzy. Żołnierze nie zdecydowali się strzelać do demonstrantów. Poparcie dla władz i sprzeciw wobec zamachu zadeklarowała szybko także najwyższa kadra dowódcza armii, w tym szef sztabu generalnego i dowódca stacjonującej w okolicach Stambułu 1 Armii. Pucz potępiły także partie opozycyjne. Pomimo oświadczeń rebeliantów turecki rząd ogłosił, że sytuacja w kraju jest pod kontrolą.
Siły wierne władzom Turcji odbiły szefa sztabu generalnego sił zbrojnych Turcji aresztowanego wcześniej przez buntowników. Aresztowano 1563 osoby związane z puczem, usunięto ze stanowisk 29 pułkowników i 5 generałów.
Prezydent Turcji Erdoğan zapowiedział: Nie pójdziemy na żadne ustępstwa.
Oskarżył też przebywającego na emigracji w USA jednego z przywódców opozycji Fethullaha Gülena o popieranie zamachowców.
Pucz załamał się krótko po północy w nocy z 15 na 16 lipca. Około 2:00 przedstawiciele rządu zajęli budynek telewizji państwowej i wznowili nadawanie programu telewizyjnego, a o 3:00 prezydent Erdoğan wylądował na lotnisku w Stambule. Żołnierze popierający puczystów w Stambule zaczęli porzucać posterunki i rano 16 lipca 2016 roku agencje prasowe zaczęły uznawać pucz za nieudany. W czasie walk zginęło 312 osób, a 1440 zostało rannych.

## Następstwa
W następstwie puczu władze państwowe rozpoczęły aresztowania pod zarzutem udziału w zamachu lub popierania go. 17 lipca minister sprawiedliwości Bekir Bozdağ podał, że zatrzymano 6 tys. osób, w tym ponad 100 generałów na około 360 służących w tureckich siłach zbrojnych. Ponadto ze stanowisk odwołano też ok. 3 tys. sędziów i prokuratorów. Do 19 lipca 2016 ze służby zwolniono ok. 8. tys. policjantów.
Do 20 lipca 2016 aresztowano 9,3 tys. osób. Pracę utraciło: 8 tys. policjantów, 7,5 tys. żołnierzy, 2,7 tys. sędziów i prokuratorów, 1,5 tys. pracowników resortu finansów, 492 kaznodziejów i nauczycieli religijnych, 257 urzędników kancelarii premiera, 100 pracowników agencji wywiadu. Cofnięto licencję 21 tys. nauczycieli. Zawieszono w obowiązkach 15 tys. nauczycieli oraz wypowiedziano pracę 1,6 tys. nauczycieli akademickich.
20 lipca 2016 prezydent Erdoğan ogłosił na trzy miesiące stan wyjątkowy, mający na celu unormowanie sytuacji w kraju po próbie puczu.
Burmistrz Stambułu Kadir Topbas zapowiedział stworzenie dla zabitych uczestników puczu odrębnego cmentarza. Wypowiedział się przy tym o osobach mających być pochowane na tej nekropolii: „Każdy, kto odwiedzi to miejsce, będzie ich przeklinać i nie znajdą spokoju w swoich grobach [...]. Myślę, że przywódców zamachu stanu nic nie uratuje przed piekłem. Ale musimy zrobić tak, by świat stał się dla nich nie do zniesienia.” Ministerstwo do spraw religii (Diyanet) ogłosiło, że uczestnicy puczu nie otrzymają pogrzebu islamskiego.
Na mocy dekretu prezydenta Erdoğana w lipcu 2016 zamknięto 1043 prywatnych szkół, 1229 charytatywnych fundacji, 15 uniwersytetów, 35 placówek medycznych oraz zdelegalizowano 19 związków zawodowych.
29 lipca 2016 Najwyższa Rada Wojskowa Turcji (YAS) awansowała 99 pułkowników na generałów; awansowała 16 generałów oraz admirałów; 48 wysłała na emeryturę; dotychczasowy zastępca sił zbrojnych, gen. Yasar Guler, został dowódcą żandarmerii; szef sztabu gen. Hulusi Akar, pozostanie w szeregach armii, a także kilka innych dowódców piechoty, marynarki wojennej oraz lotnictwa.
Do 29 lipca 2016 tureckie władze zamknęły ponad 130 redakcji i tytułów medialnych, nakazy aresztowania wydano dla ponad 89 dziennikarzy, wydawców i pracowników tureckich mediów. European University Association ogłosiło pod koniec lipca 2016, że w wyniku represji dokonywanych przez władze po puczu z pracy zwolniono ponad 15 tys. naukowców oraz 1577 dziekanów uczelni różnego typu.
Liczba zatrzymanych pod zarzutem popierania puczu według danych z 30 lipca 2016 wyniosła 18 tys. a około 10 tys. zostało aresztowanych. Około 50 tys. osób unieważniono paszporty.
W lipcu 2016 władze Turcji zawiesiły obowiązywanie na terenie kraju Europejskiej Konwencji Praw Człowieka.
Premier Turcji Binali Yıldırım ogłosił 17 sierpnia 2016, że do tego czasu ze względu na powiązania z puczem zatrzymano 40 029 osób, spośród których 20 355 osób nadal przebywa w areszcie. Premier oświadczył też, że pracy pozbawiono łącznie 79 900 osób.
18 sierpnia 2016 media podały informację, że w związku ze zachowaniem władz Turcji po nieudanym puczu Stany Zjednoczone rozpoczęły przenoszenie broni jądrowej umieszczonej w amerykańskich bazach w Turcji do Rumunii.
W styczniu 2017 turecki minister pracy Mehmet Muezzinoglu powiadomił, że w związku z wydarzeniami nazywanymi przez rząd puczem władze pozbawiły zatrudnienia ok. 100 tys. urzędników państwowych i innych osób zatrudnionych w sektorze publicznym
Na mocy dekretu ogłoszonego 7 lutego 2017 zatrudnienia pozbawiono ok. 4,5 tysiąca urzędników publicznych, w tym ponad połowa spośród nich to pracownicy ministerstwa edukacji.
14 lipca 2017 władze Turcji ogłosiły pozbawienie stanowisk kolejnych ponad 7 tysięcy policjantów, pracowników państwowych i nauczycieli akademickich. Nowa fala zwolnień objęła m.in. 2303 policjantów, 302 nauczycieli akademickich, zdegradowano 342 emerytowanych oficerów i innych wojskowych. W ciągu roku, jaki upłynął od pierwszych represji, pozbawiono stanowisk ponad 150 tysięcy tureckich funkcjonariuszy państwowych, a około 50 tysięcy aresztowano.

## Kontrowersje
Jeszcze w trakcie puczu część dziennikarzy, komentatorów i dyplomatów wysuwała teorię, jakoby pucz był prowokacją prezydenta Erdoğana przeprowadzoną w celu uzyskania pretekstu do przeprowadzenia czystek w armii, sądownictwie, mediach i parlamencie. Za potwierdzeniem tej tezy przemawiać miała wypowiedź samego Erdoğana, iż pucz jest „darem od Boga, aby oczyścić armię ze zdrajców” oraz stosunkowa bierność zbuntowanych oddziałów wojska. Z kolei inni sugerują, że mała grupka oficerów faktycznie chciała dokonać puczu, ale w pewnym momencie rząd dowiedział się o tych planach i zaczął świadomie pociągać za sznurki w szeregach spiskowców, co uzasadniałoby, dlaczego armia, która jest zwykle dobrze przygotowana i zorganizowana, wykazała się tym razem sporą nieudolnością.

## Reakcje

### Organizacje międzynarodowe
- NATO – Sekretarz generalny, Jens Stoltenberg zaapelował o pełne przestrzeganie konstytucji[37]. W opublikowanym oświadczeniu Stoltenberg wyraził poparcie dla prezydenta Tayyipa Erdogana i jego rządu. Podkreślił, że Turcja jest „cennym członkiem NATO”[38].
- Unia Europejska – Przedstawiciele unijnych instytucji Donald Tusk, Jean-Claude Juncker oraz Federica Mogherini we wspólnym oświadczeniu wydanym 16 lipca 2016 przekazali informację[37]:

Unia Europejska całkowicie popiera wybrany w Turcji demokratycznie rząd, instytucje i państwo prawa.

- Organizacja Narodów Zjednoczonych – Sekretarz generalny ONZ Ban Ki-moon wezwał do zachowania spokoju. Jego rzecznik oświadczył, że ONZ „z uwagą obserwują rozwój sytuacji w Turcji”[39][40].

### Państwa

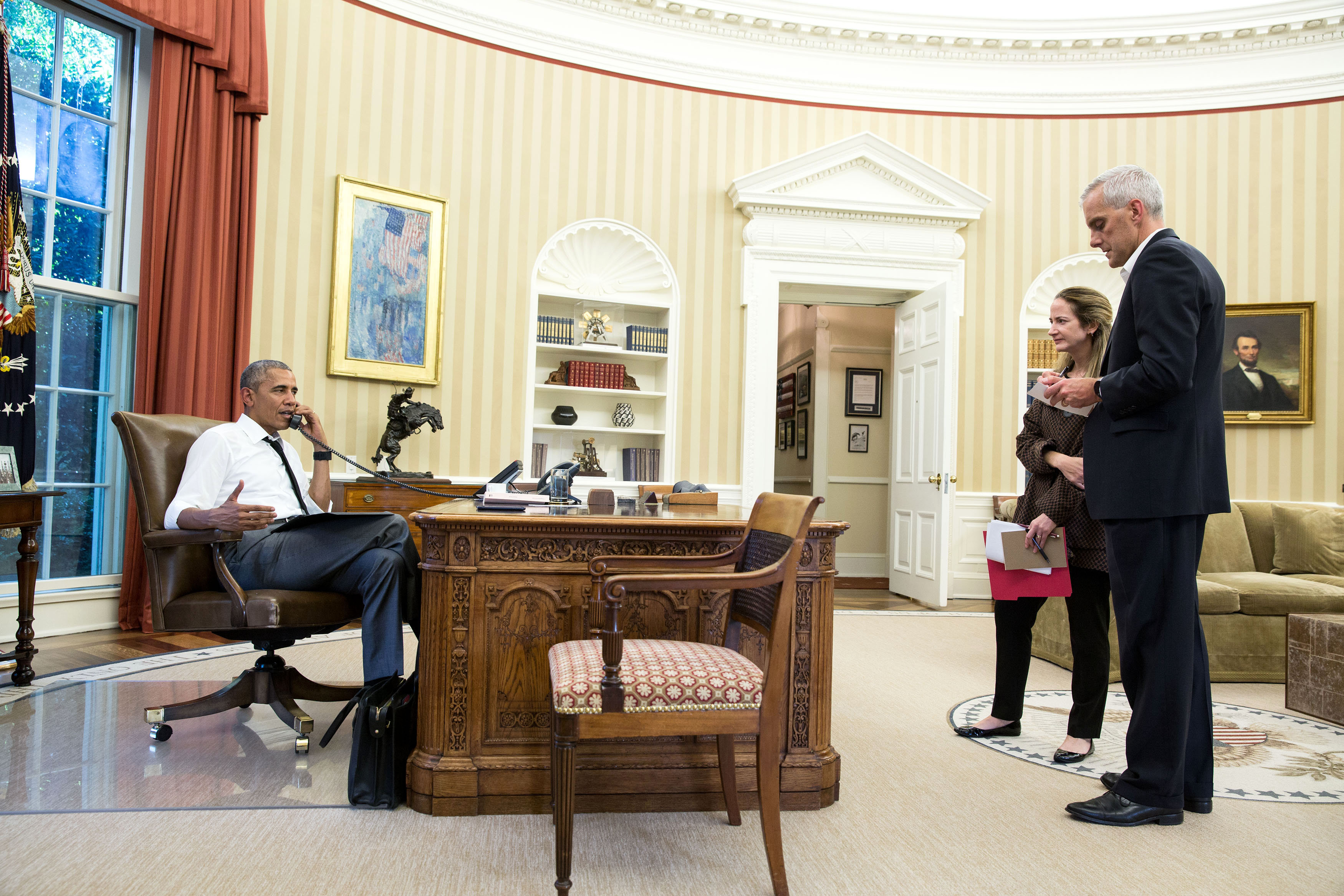
Barack Obama omawia sytuację w Turcji, 15 lipca 2016

- Stany Zjednoczone – Barack Obama oraz John Kerry poparli rząd turecki apelując jednocześnie o pokojowe rozwiązanie kryzysu[37].
- Rosja – Wezwała Turków, aby unikali rozlewu krwi. Mówił o tym szef rosyjskiej dyplomacji Siergiej Ławrow. Zaapelował też do swoich rodaków przebywających w Turcji, by bez potrzeby nie wychodzili z domów[41].
- Polska – Prezydent Polski Andrzej Duda powiedział, że chciałby, żeby sytuacja w Turcji jak najszybciej się znormalizowała. Prezydent zaznaczył ponadto, że odparcie puczu jest oznaką zwycięstwa demokracji[42].
- Afganistan – Prezydent Afganistanu Ashraf Ghani powiedział, że „demokratyczne wybory są najbardziej skutecznym środkiem do pokojowego przekazania władzy” oraz że „opcje militarne osłabiają demokratyczność instytucji, stabilność i rozwój w kraju”[43].
- Australia – Minister Spraw Zagranicznych Australii ogłosiła, że rozmawiała z ambasadorem Jamesem Larsenem z australijskiej ambasady w Ankarze i śledzi uważnie sytuację[44].
- Niemcy – Rzecznik Rządu Niemiec Steffen Seibert napisał na Twitterze, że demokratyczny porządek w Turcji musi być przestrzegany[45].
- Czechy – Prezydent Czech Miloš Zeman powiedział: „Turcja powinna unikać rozlewu krwi i zachować zasady demokracji, ponieważ jest członkiem NATO i kluczowym graczem w regionie”[46].
- Somalia – Prezydent Somalii Hassan Mohamud powiedział, że bardzo cieszy się, kiedy słyszy, że złe siły, które próbowały skierować Turcję na pole przemocy, zostały pokonane[47].
- Izrael – Ministerstwo Spraw Zagranicznych Izraela napisało, że szanuje postęp demokracji tureckiej oraz liczy na kontynuację w pojednaniu między Turcją a Izraelem[48].
- Litwa – Minister Spraw Zagranicznych Litwy Linas Linkevičius napisał, że próba zamachu stanu w Turcji niszczy fundament trwałej demokracji oraz że Litwa musi wspierać rząd Turcji[49].
- Wielka Brytania – Minister Spraw Zagranicznych Boris Johnson napisał, że jest bardzo zaniepokojony wydarzeniami w Turcji oraz że brytyjska ambasada ściśle monitoruje sytuację[40].